# عيش أباد (مرند)
عيش‌ أباد هي قرية في مقاطعة مرند، إيران. عدد سكان هذه القرية هو 339 في سنة 2006.